# Френчтаун-Рамбли (Мериленд)
Френчтаун-Рамбли (енгл. Frenchtown-Rumbly) насељено је место без административног статуса у америчкој савезној држави Мериленд.

## Демографија
По попису из 2010. године број становника је 100, што је 4 (4,2%) становника више него 2000. године.
| Група             | 2000.      | 2010.      |
| Белци             | 92 (95,8%) | 96 (96,0%) |
| Афроамериканци    | 4 (4,2%)   | 2 (2,0%)   |
| Азијати           | 0 (0,0%)   | 0 (0,0%)   |
| Хиспаноамериканци | 0 (0,0%)   | 0 (0,0%)   |
| Укупно            | 96         | 100        |